# Scleroprocta krzeminskii
Scleroprocta krzeminskii là một loài ruồi trong họ Limoniidae. Chúng phân bố ở miền Cổ bắc.